# Desperado City
Desperado City és una pel·lícula dramàtica de l'Alemanya Occidental de 1981 escrita i dirigida per Vadim Glowna. Va guanyar la Càmera d'Or al 34è Festival Internacional de Cinema de Canes.

## Argument
La pel·lícula té lloc a Hamburg. Skoda (Siemen Rühaak) és un antic estudiant d'una família rica. El seu pare és banquer. Skoda busca una vida alternativa, allunyada de l'opulència capitalista de la llar de la seva infància. Es queda amb Eva Buchholz, amb qui comença una història d'amor després que ella li pagui un taxi.
La pel·lícula segueix a Skoda en els seus viatges nocturns per la ciutat, i encara que diferents personatges van i vénen. Agafa el seu taxi fins a St. Pauli. Aquí Skoda coneix la Liane, un esperit afí en forma d'una adolescent que troba la seva pròpia vida familiar igual de difícil de suportar, que està tan farta de la seva vida com ell. Acaba de deixar la seva formació de perruqueria. Ara els dos passen els dies junts i somien amb emigrar a Amèrica. Els dos forasters se senten atrets l'un per l'altre i acaben una nit junts a l'habitació de Skoda.
En aquell moment l'Eva obre la porta i descobreix la seva infidelitat. Llavors, l'Eva es treu la vida per por a una soledat renovada, que ja no vol suportar, i el seu exmarit culpa a Skoda de la seva mort. Ell jura venjar-la, i comença la caça de Skoda.
La stripper Hilke també mor. És assassinada per proxenetes.
En aquest món de brutícia i mort, Skoda busca ara una decisió per a la seva pròpia vida. Roba el banc del seu pare i és tirotejat per un vigilant de seguretat.

## Repartiment
- Siemen Rühaak com a Skoda
- Beate Finckh com a Liane
- Vera Chekhova com a Hilke
- Karin Baal com a Eva Buchholz
- Witta Pohl com a Gertrud